# نجيبة الرفاعي
نجيبة محمد حسن الرفاعي كاتبة وأديبة وإعلامية إماراتية حاصلة على بكالوريوس العلوم في الأحياء/ الكيمياء، من جامعة الإمارات، وهي مدربة معتمدة من الأكاديمية الدولية للتدريب في بريطانيا، وحاصلة على شهادة اجتياز البرنامج التدريبي (إعداد الحقائب التدريبية المستوى الأساسي والمتقدم) (PTP) من المركز الكندي العالمي للاستشارات والتدريب 2015، كما أنها حاصلة على شهادة اجتياز ممارس عام معتمد في البرمجة اللغوية العصبية 2003.

## المسار المهني
عملت في مجال التربية والتعليم كمعلمة لمادة الأحياء، ثم تدرجت في الوظيفة إلى منصب مديرة مدرسة، وعملت في قسم الموارد البشرية في منطقة عجمان التعليمية من عام 2005 إلى عام 2007، كما عملت في  قسم التوجيه في مركز التنمية الاجتماعية بعجمان التابع لوزارة الشؤون الاجتماعية من عام 2007 إلى عام 2010.
معدة ومقدمة برنامج ( منارات ) على تلفزيون الشارقة 2017، معدة ومقدمة برنامج ( حياتنا ) على تلفزيون الشارقة 2016، معدة ومقدمة برنامج (عطر المساء) على تلفزيون الشارقة، لدورتين متتاليتين عام 2015 و2016، معدة ومقدمة برنامج (صناعة الأجيال) على إذاعة الشارقة من عام 2007 إلى عام 2009.
لها خبرة لا تقل عن 15 سنة في مجال التدريب، درّبت خلالها أكثر من ألف متدرب، من المعلمات والطالبات والإداريات والموظفات، في مجال التربية والسلوك الإنساني والتنمية الذاتية، وعضو رابطة أديبات الإمارات التابعة للمكتب الثقافي في المجلس الأعلى لشؤون الأسرة بالشارقة، وعضو مجلس أمناء جائزة راشد بن حميد للثقافة والعلوم، وعضو مجلس أمناء مبادرة تنمية مهارات التعلم ، بدعم من الشيخة روضة بنت أحمد بن جمعة آل مكتوم، وعضو لجنة تحكيم المسابقات، في مبادرة تنمية مهارات التعلم، وعضو لجنة تحكيم مسابقة القصة القصيرة عن متلازمة داون في مركز عجمان لتأهيل المعاقين 2015، عضو لجنة تحكيم مسابقة القصة القصيرة للناشئات الدورة السابعة 2007 التي تنظمها رابطة الأديبات، وعضو لجنة تحكيم جائزة الإبداع الأدبي في كل من الدورة السادسة 2009 والدورة السابعة 2011 التي تنظمها إدارة مراكز الأطفال والفتيات في الشارقة.
هي عضو لجنة تحكيم مهرجان الشارقة للمسرح المدرسي في الدورة الرابعة 2014، وقد أدرجت إحدى قصصها في منهج اللغة العربية للصف السابع في وزارة التربية والتعليم في دولة الإمارات، وترجمت بعض قصصها إلى اللغة الفرنسية، ضمن كتاب مختارات من قصص المبدعات الإماراتيات إلى الفرنسية، الصادر من وزارة الثقافة وتنمية المعرفة.
قدّمت ورقة عمل بعنوان: المشهد الثقافي في دولة الإمارات، وذلك في ملتقى الإمارات للإبداع الخليجي، الدورة الأولى عام 2010، والذي ينظمه اتحاد كتاب وأدباء الإمارات، كما قدّمت العديد من أوراق العمل في الملتقيات الأدبية والثقافية.

## ندوات وملتقيات أدبية
أدارت عدة ملتقيات وندوات أدبية منها:
ندوة: نحن للوطن الولاء والانتماء، تنظيم  جائزة لطيفة بنت محمد لإبداعات الطفولة، عام 2006م.
ملتقى: واقع الأدب المعاصر في ظل حوار الحضارات، تنظيم رابطة الأديبات، عام 2006م.
ندوة: اللغة العربية والمستقبل، ضمن حملة “أنا البحر” التي ينظمها المكتب الثقافي في المجلس الأعلى لشؤون الأسرة في الشارقة، عام 2011 م.
ندوة: (هي والكتابة)، تنظيم المجلس الأعلى لشؤون الأسرة، عام 2013.
ندوة: المرأة الإماراتية ومساهمتها في الحركة الثقافية (الشارقة نموذجا)، عام 2014م.
جلسة: نظرة مختصرة في المساهمات النسائية في الأدب العربي القديم والحديث، مع د: اسحق تيجاني. 2013.
ندوة حول كتاب: سيرة على درب المسيرة للأستاذ محمد دياب الموسى 2009م.
ندوة: الإبداع والوجدان، مسرحة قصص الحب بين الأمس واليوم، ضمن أيام الشارقة المسرحية 27، عام 2017م.

## جوائز
1.      جائزة مجلس الآباء والمعلمين في عجمان  _ فئة الشخصيات المتميزة للعام 2011.
2.      جائزة المركز الثاني في مسابقة القصة القصيرة الدورة الثانية 2010، التي تنظمها وزارة الثقافة وتنمية المعرفة.
3.      جائزة المركز الأول في جائزة المرأة الإماراتية في الآداب والفنون لعام 2005 م.
4.      جائزة الشيخ خليفة بن زايد للمعلم لعام 2004.
5.      جائزة المركز الثالث في جائزة أندية الفتيات بالشارقة لإبداعات المرأة الإماراتية في الآداب والفنون لعام 2003.
6.      جائزة المركز الأول لعامين متتاليين في مسابقة القصة القصيرة لجائزة راشد بن حميد للثقافة والعلوم عامي 2001 و2002.
7.      جائزة المركز الأول في مسابقة جمعية المعلمين – فرع القصة القصيرة – لعام 2002.
8.      جوائز تقديرية على مدى ثلاث سنوات متتالية في مسابقة غانم غباش للقصة القصيرة في الأعوام 2000، 2001، 2002.
9.      جائزة المعلم المتميز من جمعية أم المؤمنين النسائية لعام 2000.
10.  جائزة المعلم المبدع من وزارة التربية والتعليم والشباب لعام 1997.
11.  تم تكريمها في اليوم العالمي للمرأة عام 2009 وذلك للمساهمة المتميزة، والالتزام تجاه خدمة المجتمع، وذلك برعاية شركة أدما العاملة.  

## مؤلفات[4]
| اسم الكتاب                           | تصنيف                | الناشر                                                                                 | تاريخ الإصدار | عدد الصفحات | ردمك ISBN            |
| ------------------------------------ | -------------------- | -------------------------------------------------------------------------------------- | ------------- | ----------- | -------------------- |
| غالية                                | رواية                | الدار المصرية اللبنانية الشارقة: المجلس الأعلى لشؤون الأسرة ، المكتب الثقافي والإعلامي | 2016          | 152         | (ردمك 9789777950510) |
| أنفاس الورد                          | مجموعة قصصية         |                                                                                        | 2004          | 112         | (ردمك 9948032020)    |
| أول خطوة في الحلم                    | مجموعة قصصية         | الشارقة: المجلس الأعلى لشؤون الأسرة                                                    | 2006          | 109         |                      |
| حامد و حمدة في بيت الجدة             | قصة مصورة للأطفال    | أبوظبي: مؤسسة التنمية الأسرية                                                          | 2008          | 23          |                      |
| أحب ذاتي                             | كتيب موجه للفتيات    | الشارقة: المجلس الأعلى لشؤون الأسرة                                                    | 2010          |             |                      |
| حكايات بنات                          | كتاب تربوي           | الشارقة: دار الياسمين للنشر والتوزيع                                                   | 2014          | 280         | (ردمك 9789948207610) |
| نبض من حياتي: لمحات من عالم الطالبات | مجموعة قصصية         |                                                                                        | 2000          | 130         |                      |
| قصاصة من الورق                       | مجموعة قصصية         | عجمان: جمعية الإرشاد الإجتماعي                                                         | 1995          | 89          |                      |
| حين نعيش للآخرين                     | مجموعة قصصية للأطفال |                                                                                        | 2012          |             |                      |
| لن ننسى                              | مجموعة قصصية         |                                                                                        | 2004          |             |                      |

## دورات تدريبية
من أهم الدورات التدريبية التي قامت بتقديمها:
- النجاح في الحياة
- ذوقيات السلوك الاجتماعي.
- المعلم الفاعل.
- لغة الجسد.
- الإدارة الصفية.
- القائد العصري.
- التفكير الإبداعي.
- انطلق من جديد.
- ارسم حياتك.
- الثقة في النفس.
- إدارة الوقت.
- الإبداع في كتابة القصة القصيرة.
- أدب الحوار.
- مهارات العرض والإلقاء.
- إدارة الانفعالات.
- الحوار في الموقف التعليمي.
- بناء القيم التربوية.

ومن أهم الجهات التي تم تقديم الدورات بها:
- مؤسسة نماء الدولية للبحوث والتطوير.
- جامعة  عجمان للعلوم والتكنولوجيا.
- كلية الدراسات الإسلامية والعربية _ دبي.
- جامعة الشارقة.
- مؤسسة التنمية الأسرية في أبوظبي.
- مراكز التنمية الأسرية في الشارقة.
- المجلس الأعلى لشؤون الأسرة.
- جمعية أم المؤمنين _ عجمان.
- جمعية النهضة النسائية _ دبي.
- جمعية الاتحاد النسائي _ الشارقة.
- مهرجان دبي للتسوق.
- العديد من مدارس الإناث في الدولة.